# Мура — Драва — Дунай
Мура — Драва — Дунай (обозначение ЮНЕСКО: Bačko Podunavlje, серб. кир. Бачко Подунавље) — трансграничный биосферный резерват ЮНЕСКО, расположенный вдоль рек Драва, Мура и Дунай. Заповедник занимает общую площадь 631 460,71 гектара, из которых 395 860,71 гектара находятся на территории Хорватии и 235 600 гектаров — в Венгрии.
Противопаводковые дамбы на реках делят заповедник на две зоны: затапливаемую и защищенную от паводков.
Это одно из наиболее хорошо сохранившихся водно-болотных угодий в бассейне Дуная.
В 2009 году Хорватия и Венгрия заключили предварительное двустороннее соглашение о создании совместного трансграничного природного заповедника в Драво-Дунайском регионе.
В марте 2011 года министерства экологии пяти стран (Австрии, Словении, Хорватии, Венгрии и Сербии) договорились о создании Трансграничного биосферного заповедника Мура-Драва-Дунай.
Общая площадь заповедника составит более 700 квадратных километров (270 квадратных миль) основной зоны (уже охраняемых территорий) и буферных зон, а также 7 000 квадратных километров (2 700 квадратных миль) переходных зон.
В него должны быть включены уже существующие охраняемые территории: Копачки Рит, Велики Пажут, Мура-Драва (в Хорватии), Национальный парк Дунай-Драва (в Венгрии), Горне Подунавле, Караджорджево, Тиквара (в Сербии), а также ряд территорий, включенных в сеть Натура 2000 в Австрии, Словении и Венгрии. В общей сложности это будет одна из крупнейших охраняемых территорий Европы, что обусловило её название «Амазонка Европы — Мура-Драва-Дунай».
В июне 2016 года ЮНЕСКО официально признала заповедник, а в сентябре 2016 года пять министров стран-участниц торжественно открыли его и договорились о будущем сотрудничестве и совместном управлении.
Совместное управление будет включать в себя устойчивое управление речными экосистемами, восстановление и защиту природных водно-болотных угодий и биоразнообразия, обеспечение чистой питьевой водой, а также стимулирование устойчивого экономического развития, в том числе органическое сельское хозяйство, экологический туризм и сохранение богатого культурного наследия каждого из государств.

## Биосферный резерват ЮНЕСКО
14 июня 2017 года заповедник был официально признан биосферным резерватом ЮНЕСКО под названием «Bačko Podunavlje». Подунавле стал вторым биосферным резерватом ЮНЕСКО в Сербии, присоединившись к Голии-Студенице, признанной в 2001 году.